# Błotny Potok
Błotny Potok (słow. Blatná) – potok na Słowacji, spływający spod przełęczy Borek dnem Doliny Błotnej, wchodzącej w skład Rowu Podtatrzańskiego. Ma źródła po zachodniej stronie przełęczy Borek, na wysokości około 938 m. Spływa w południowo-zachodnim kierunku. U podnóży należącego do Skoruszyńskich Wierchów szczytu Mikulovka zmienia kierunek na zachodni. W miejscowości Habówka (Habovka) uchodzi do Zimnej Wody Orawskiej (Studený potok) jako jej prawy dopływ.
W górnym, zalesionym odcinku swojego biegu (pod przełęczą Borek), ciasny jar Błotnego Potoku tworzy granicę między Tatrami Zachodnimi a Skoruszyńskimi Wierchami. Niżej, po wypłynięciu na Dolinę Błotną (Rów Podtatrzański), koryto rozszerza się. W końcowym odcinku, pomiędzy Skoruszyńskimi Wierchami a wzgórzem Hotar, dolina Błotnego Potoku znów zwęża się. Wzdłuż całej doliny Błotnego Potoku prowadzi droga z Witanowej przez Orawice do Habówki.